# Cinq forces de Porter

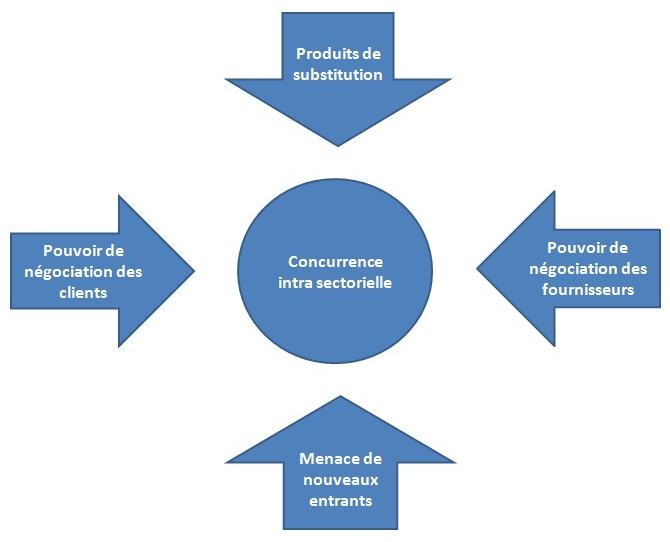
Les cinq forces de Porter.

Le modèle des « cinq forces de Porter » est un modèle utilisé en stratégie d'entreprise. Il a été élaboré en 1979 par le professeur de stratégie Michael Porter. Ce modèle permet d'identifier les forces en concurrence dans une industrie, qui déterminent son intensité concurrentielle. Il a été créé pour mesurer l’attractivité d’un marché pour des investisseurs.

## Postulats
Porter construit son modèle à partir d'une extension de la définition de la concurrence. Pour lui, le terme de « concurrent » désigne tout intervenant économique susceptible de réduire la capacité des firmes en présence à générer du profit.
Il identifie cinq forces qui déterminent la structure concurrentielle, et donc la profitabilité, d'une industrie : le pouvoir de négociation des clients, le pouvoir de négociation des fournisseurs, la menace des produits de substitution, la menace d'entrants potentiels sur le marché, et l'intensité de la rivalité entre les concurrents.
La configuration, la hiérarchie et la dynamique de ces forces permettent d'identifier les facteurs clés de succès, c'est-à-dire les éléments stratégiques qu'il convient de maîtriser afin d'éviter que le profit ne soit capté par ces cinq forces au détriment des firmes en présence ; la maîtrise de ces facteurs clés permet aux entreprises d'obtenir un avantage concurrentiel.
Par définition, le modèle des cinq forces de Porter caractérise un environnement concurrentiel et non une firme en particulier : pour tous les concurrents en présence, l'analyse est la même et les facteurs clés de succès sont identiques. Ce qui diffère, c'est la capacité des firmes à les maîtriser.

## Description

### Pouvoir de négociation des clients
L'influence des clients sur un marché dépend de leur pouvoir de négociation.
Leur influence sur le prix et les conditions de vente (délais de paiement, services ) détermine la rentabilité du marché. Le niveau de concentration des clients leur accorde plus ou moins de pouvoir ; des clients peu nombreux faisant face à des producteurs multiples ont de plus grandes possibilités de négociation (ex : la grande distribution).
Les clients disposent d'un pouvoir de négociation élevé quand :
- ils sont peu nombreux (oligopsone) ;
- il existe des sources d'approvisionnement de substitution ;
- le coût de transfert (coût que doivent supporter les clients pour changer de fournisseur) est faible ou élevé et prévisible (ce qui revient à dire que l'offre est standardisée) ;
- il existe une menace d'intégration vers l'amont (les clients peuvent produire eux-mêmes l'offre).

### Pouvoir de négociation des fournisseurs
L'influence des fournisseurs dépend de leur pouvoir de négociation, c'est-à-dire de leur capacité à imposer aux firmes en présence leurs conditions (en termes de coût ou de qualité). Un faible nombre de fournisseurs, une marque forte, des produits très différenciés sont autant de facteurs qui accroissent le coût de changement des fournisseurs et donc leur pouvoir.
Les fournisseurs disposent d'un pouvoir élevé quand :
- ils sont concentrés et peu nombreux ;
- les concurrents (leurs clients) sont nombreux et dispersés ;
- le coût de transfert (coût que doit supporter un client pour changer de fournisseur) est fort ;
- il existe une menace d'intégration vers l'aval de la part des fournisseurs.

### Menace des produits de substitution
Les produits de substitution représentent une alternative à l'offre des firmes en présence : cigarette électronique pour la cigarette classique, smartphones pour les consoles de jeux portables, etc.
Les produits de substitution constituent une menace lorsque leur rapport valeur/prix est supérieur à celui de l'offre établie : s'ils procurent une valeur supérieure pour un prix égal ou à peine plus élevé, la menace est forte (MP3 pour le CD). Si à l'inverse le surcroît de valeur est proportionnel - voire inférieur - au surcroît de prix, la menace est faible (véhicule électrique pour le véhicule à essence).
Face à un substitut menaçant, les firmes en présence peuvent envisager plusieurs actions : baisse des prix, augmentation de la valeur (ajout de fonctionnalités), abandon de l'offre actuelle et passage au substitut (si elles possèdent les ressources et compétences requises), abandon du marché.

### Menace de nouveaux entrants
La survenue de nouveaux concurrents est freinée par l'existence de barrières à l’entrée : les investissements initiaux et le temps nécessaire pour les rentabiliser (également appelée « intensité capitalistique » ou « ticket d’entrée »), les brevets déjà en place, les normes et standards techniques, les mesures protectionnistes, l’image de marque des entreprises déjà établies, les barrières culturelles, etc. Tous ces moyens rendent l’entrée plus difficile pour un nouveau concurrent.
Les concurrents déjà en place tentent généralement de renforcer ces barrières à l'entrée.

### Concurrence intra-sectorielle
Les concurrents luttent au sein de l'industrie pour accroître ou simplement maintenir leur position.
Il existe entre les concurrents des rapports de forces plus ou moins intenses, en fonction du caractère stratégique du secteur, de l’attrait du marché, de ses perspectives de développement, de l’existence de barrières à l’entrée et à la sortie, du nombre d'entreprises, de la taille et de la diversité des concurrents, de l’importance des frais fixes, de la possibilité de réaliser des économies d’échelle, du caractère banal ou périssable des produits, etc.

## Utilisation du modèle
Michael Porter recommande de procéder à l'étude de la configuration et du poids de ces « cinq forces » : si les forces sont intenses, le degré de liberté et la marge de manœuvre des firmes en présence sont faibles et leur profit est généralement limité ; si peu de forces sont actives, le degré de liberté et la marge de manœuvre des firmes en présence sont élevés et leur profit est généralement important.
En pratique, le point essentiel consiste à identifier et hiérarchiser ces forces, puis à déterminer les éléments stratégiques permettant de les maîtriser (ce sont les facteurs clés de succès), pour ainsi construire l'avantage concurrentiel le plus décisif, le plus durable, et le plus défendable possible ; pour une même industrie, le différentiel de performance des entreprises résulte de leur maîtrise différente des facteurs clés de succès, et donc de leur différence de maîtrise des forces de la concurrence.
Le modèle est encore utilisé de nos jours, notamment par des sociétés de conseil. Il est alors la plupart du temps couplé avec une analyse de la chaîne de valeur.

## Critiques

### Un modèle utile mais imparfait
Le modèle des cinq forces propose d'évaluer l'attractivité d'une industrie à partir de son intensité concurrentielle. Certains auteurs en stratégie considèrent toutefois que le modèle doit être couplé à d'autres, comme le SWOT ou la théorie du management par les ressources, pour permettre une meilleure analyse de la profitabilité et de la concurrence d'une industrie.

### «Sixième force»: les pouvoirs publics
L'importance des législations et des réglementations publiques dans les affaires privées a conduit certains auteurs, notamment européens, à ajouter une sixième force au modèle : l'influence des pouvoirs publics. On parle alors du modèle des 5(+1) forces.
Cet ajout a été critiqué par le créateur du modèle originel, Michael Porter. Pour lui, les législations et interférences des pouvoirs publics ne sont pas une force en soi, mais leur influence peut affecter chacune des cinq forces. La politique et la législation conditionnent en effet la manière dont chacune des forces s'exerce sur le marché. Par exemple, l'entrée sur le marché peut être soumise à un agrément et licence d'exploitation ou à l'inverse être l'objet de subventions.
La controverse existe toujours entre les auteurs.

### Autres lacunes théoriques
Le modèle est fondé entre autres sur une rhétorique de l'affrontement (forces, pouvoir, etc.), qui se focalise plus sur les menaces que sur les opportunités et ne laisse que peu de place aux stratégies de collaboration ;
Il sous-entend que la stratégie consiste essentiellement à s'adapter aux conditions de l'environnement, ce qui exclut les approches fondées sur les ressources et compétences qui privilégient une vision endogène du succès ;
Porter lui-même a ajouté dans des écrits plus récents  le rôle des compléments (par exemple les éditeurs de logiciels pour l'industrie du micro-ordinateur) ;
L'analyse est la même pour tous les concurrents présents sur un même marché. De fait, même si cet outil a été conçu pour les grandes entreprises et les grandes PME (au moins 300 personnes), rien n'empêche de l'utiliser dans les TPE et les PME.